# Amtsgericht Lützen

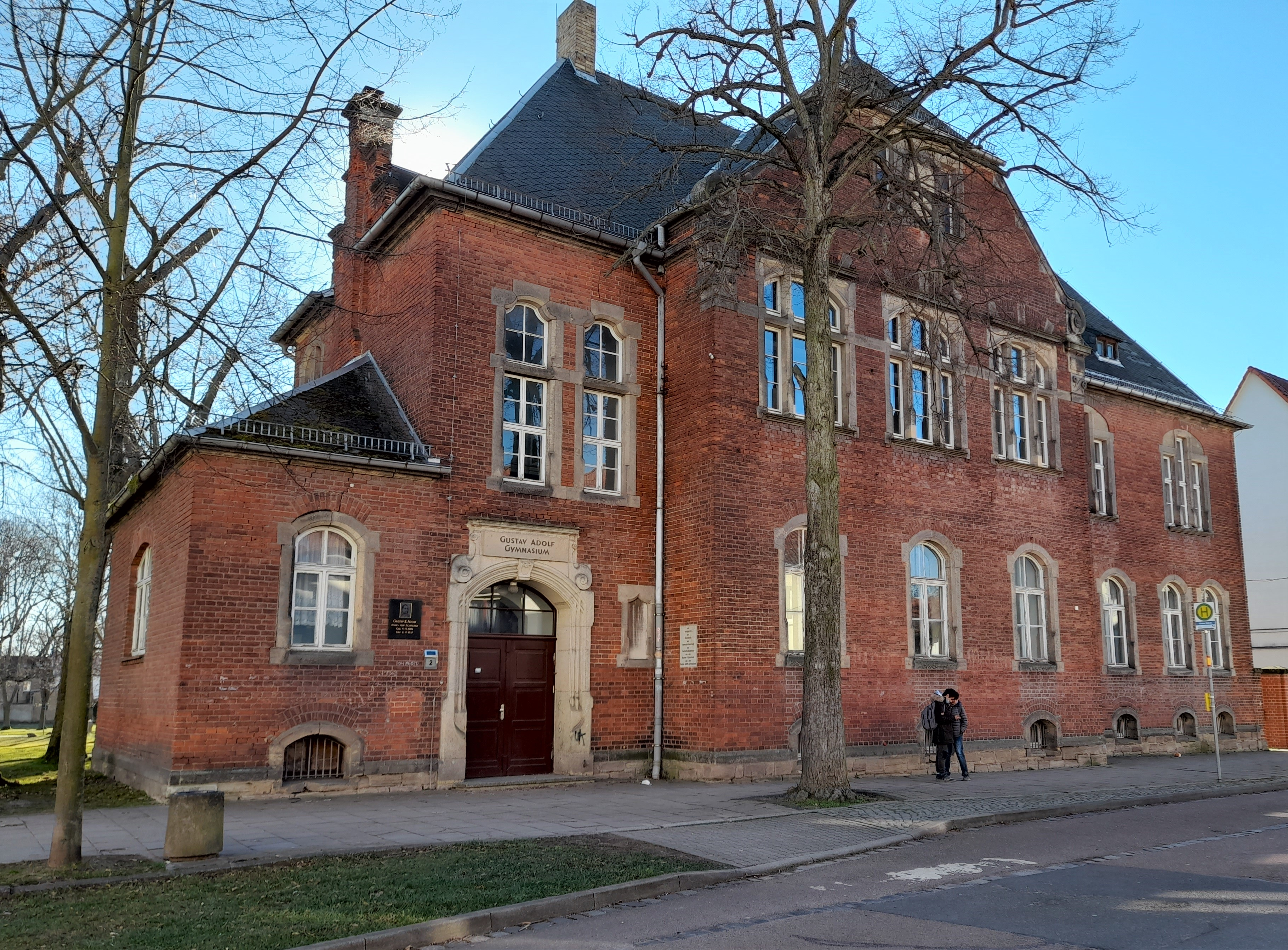
Ehem. Amtsgerichtsgebäude (2022)

Das Amtsgericht Lützen war ein Gericht der ordentlichen Gerichtsbarkeit in Lützen.

## Geschichte
Von 1849 bis 1879 bestand in Lützen die Gerichtskommission Lützen des Kreisgerichtes Merseburg. Im Rahmen der Reichsjustizgesetze wurden reichsweit einheitlich Oberlandes-, Land- und Amtsgerichte gebildet. Das königlich preußische Amtsgericht Lützen wurde mit Wirkung zum 1. Oktober 1879 als eines von 15 Amtsgerichten im Bezirk des Landgerichtes Naumburg im Bezirk des Oberlandesgerichtes Naumburg gebildet. Der Sitz des Gerichtes war die Stadt Lützen. Sein Gerichtsbezirk umfasste aus dem Landkreis Merseburg der Stadtbezirk Lützen, die Amtsbezirke Altranstedt, Dehlitz, Groß-Görschen, Kitzen und Teuditz sowie Teile des Amtsbezirkes Dürrenberg. Am Gericht bestanden 1880 zwei Richterstellen. Das Amtsgericht war damit ein mittelgroßes Amtsgericht im Landgerichtsbezirk.
Im Zweiten Weltkrieg wurden das Amtsgericht Lützen 1945 geschlossen und sein Sprengel dem Amtsgericht Merseburg zugeordnet.

## Gerichtsgebäude
Das Amtsgerichtsgebäude (Pestalozzistraße 2) wurde 1899 als Amtsgericht erbaut. Von 1947 bis 1999 wurde es als Schule genutzt. Es war von 1947 bis 1951 Oberschule, von 1951 bis 1959 Internatsschule, von 1959 bis 1967 Erweiterte Oberschule, von 1967 bis 1982 Seume-Oberschule und von 1991 bis 1999 Gustav-Adolf-Gymnasium). Es handelt sich um einen zweigeschossigen Backsteinbau mit Mittelrisalit und einer Kartusche in der Giebelmitte. Es steht unter Denkmalschutz.